# Baudouin Prot
Baudouin Prot (24 mei 1951), was tot 2014 de voorzitter van de Franse bank BNP Paribas, die in België werkt onder de naam BNP Paribas Fortis. Zijn vader was beheerder bij het Franse Lubin-Parfum.
Baudouin Prot studeerde aan het Lycée Saint-Louis-de-Gonzague te Parijs en het HEC (L'Ecole des Hautes Etudes Commerciales). Hij sloot zijn studies af in 1976 aan het ENA (l'Ecole Nationale d'Administration).
Vanaf 1976 tot 1983 werkte hij bij verschillende ministeries in Frankrijk om in 1983 in dienst te gaan bij de Banque Nationale de Paris (BNP) waar hij stelselmatig opklom in de hiërarchie om in 2003 CEO te worden.
In het najaar van 2008 was hij een sleutelfiguur bij de overname van de Fortis Bank en voerde hij de onderhandelingen met de Belgische regering.
Daarnaast vervult hij ook bestuursfuncties bij andere Franse bedrijven.